# Шляґново
Шляґново (пол. Szlagnowo, нім. Schlablau) — село в Польщі, у гміні Старе Поле Мальборського повіту Поморського воєводства.
Населення — 118 осіб (2011).
У 1975-1998 роках село належало до Ельблонзького воєводства.

## Демографія
Демографічна структура станом на 31 березня 2011 року:
|          | Загалом | Допрацездатний вік | Працездатний вік | Постпрацездатний вік |
| -------- | ------- | ------------------ | ---------------- | -------------------- |
| Чоловіки | 61      | 15                 | 46               | 0                    |
| Жінки    | 57      | 16                 | 35               | 6                    |
| Разом    | 118     | 31                 | 81               | 6                    |